# Ricardo Celis
Ricardo Celis Flores (n. Tampico, Tamaulipas, México, 24 de agosto de 1962) es un Comentarista Deportivo en español de origen México Americano, ganador del Premio Emmy que trabaja en Time Warner Cable Deportes desde el año 2012.
Es el conductor y comentarista de todos los programas en español de Los Angeles Lakers producidos por Time Warner Cable Deportes, y es la voz del equipo Chivas USA, de Los Angeles Sparks y anfitrión en estudio del LA Galaxy.
Con más de 20 años de experiencia en transmisiones televisivas, Ricardo Celis ha dado cobertura a eventos de primera clase como: Super Tazón, Serie Mundial, Finales de la NBA, Juegos Olímpicos, Copa América, Juegos Panamericanos y Campeonatos Mundiales de Boxeo.

## Datos biográficos
Ricardo Celis nació en la Colonia Flores de Tampico, Tamaulipas, México, hijo de María Esther Flores y Fernando Celis Pascal, un médico radiólogo.
Después de sus estudios de Preparatoria Celis obtuvo una beca completa para jugar Fútbol Americano en la Universidad del Nordeste. Durante sus 4 años como jugador de Jaguares fue Ala Cerrada y Mariscal de Campo en su último año. Se graduó en la carrera de Ciencias de la Comunicación.
Tras emigrar a los Estados Unidos ingresó al Incarnate Word College de San Antonio, Texas. Actualmente es candidato a la Maestría de Producción Televisiva.

## Su carrera

### Inicios
Celis inició su carrera en el periodismo deportivo en 1984 como reportero y fotógrafo para el periódico El Sol de Tampico en México. En este lapso estaba a cargo de la cobertura del equipo de fútbol Tampico Madero.
En 1986 se mudó a San Antonio, donde trabajó como director de noticias de KEDA (AM) KEDA-1540AM y como la voz del equipo San Antonio Missions, equipo de béisbol de la clase Triple-A, además de ser comentarista jugada a jugada para el equipo de baloncesto los San Antonio Spurs de la NBA.

### Univision
Su carrera con Univision inició en 1989 como productor de programas deportivos y reportero para la estación KWEX Canal 41, en San Antonio.
En 1990 fue promovido como director de deportes de la estación KVEA-TV, Canal 52 en Los Ángeles (California) narrando jugada a jugada, en español. los partidos de los Raiders de Los Ángeles de la NFL.
De 1992 a 1994 retornó como comentarista deportivo y conductor de programas para KWEX, en San Antonio.

### Telemundo
Celis se trasladó a Miami en 1994 contratado por Telemundo como presentador del programa en español "Alta Tensión". Meses después fue transferido a "Boxeo Telemundo" como narrador jugada a jugada, y como comentarista deportivo del programa informativo Ocurrió Así.
En "Boxeo Telemundo" Celis narró las acciones de una larga lista de peleas de campeonato del mundo: Chávez vs De la Hoya, Chávez vs Meldrick Taylor, Tyson vs Holyfield, Carbajal vs González y Finito López vs Nene Sánchez por mencionar algunas.
En "Ocurrió Así" Celis conducía un segmento llamado "Reto A Ricardo", en el que viajaba alrededor del mundo para realizar actos intrépidos como: Practicar paracaidismo en el Río Amazonas, Combate aéreo en un avión de la Segunda Guerra Mundial, inscribirse en la escuela Skip Barber para manejar autos de carreras, tirarse del Bungee a la inversa, usar la tabla deslizadora en nieve, esquí acuático, lanchas con motor fuera de borda y carrera de autos de la Fórmula 3.
En 1997 Celis fue promovido al Noticiero Telemundo como comentarista deportivo.
Posteriormente en 1999 se convirtió en el comentarista deportivo de la estación WLTV-DT, Canal 23 de Univisión.

### Cutman Kit
En el 2009 Ricardo Celis, creó y patentó el Cutman Kit con la patente US20090205996A1 
Se refiere a un kit especializado diseñado para tratar lesiones sufridas por boxeadores o luchadores durante deportes de combate como el boxeo o las artes marciales mixtas (MMA). 
<https://patents.google.com/patent/US20090205996A1/en?q=(Cutman+kit)&oq=Cutman+kit>
La patente describe un kit portátil y organizado diseñado para su uso por un "cutman", una persona responsable de tratar las lesiones de los boxeadores, especialmente cortés e hinchazones, entre asaltos durante una pelea. El Cutman Kit tiene como objetivo proporcionar un acceso fácil a herramientas y materiales esenciales en el entorno de los deportes de combate, con un mejor control de higiene.
El Cutman Kit representa un avance significativo en la estandarización de las herramientas y técnicas que utilizan los cutman en el boxeo, y mejora la seguridad general de los participantes. Es especialmente valioso en los deportes de combate profesionales, donde cada segundo importa y el tratamiento debe ser rápido y eficaz.
Con el deseo de ayudar al boxeo, el inventor dejó la patente abierta y la puso a disposición del público de forma intencionada, sin exigir a los usuarios el pago de regalías o derechos de licencia. Este concepto promueve la innovación y la colaboración al permitir que las personas o empresas utilicen libremente la tecnología o el diseño patentados.

### HBO Latinoamérica
Del 2006 al 2018 Celis se convirtió en un rostro familiar para los aficionados del boxeo en toda Latinoamérica y en Estados Unidos, al narrar jugada por jugada las acciones de la peleas transmitidas por HBO Latinoamérica, comentando una larga lista de peleas de campeonato del mundo en pago por visión.

### Cadena Univision
De 1999 al 2011 Celis se unió a Univision Deportes Network como comentarista deportivo del programa vespertino Contacto Deportivo  de Telefutura, y como narrador jugada por jugada junto a su coconductor Bernardo Osuna de Sólo Boxeo, un programa semanal con peleas de boxeo en vivo.
Sólo Boxeo debutó en el año 2000 como un programa dominical de una hora en Univision, pero en el 2002 fue transferido a la naciente cadena hermana Telefutura, con 2 horas de duración los viernes por la noche.
"Aunque el programa era uno de los más populares en la cadena, es uno de los más costosos y terminará sus emisiones en diciembre".
Sólo Boxeo presentó más de 400 carteleras de box, pero el show terminó en el 2008 con la fórmula Celis y Osuna, pero Celis permaneció como comentarista deportivo en Contacto Deportivo y como experto de boxeo
Celis narró jugada a jugada diferentes deportes tales como: Fútbol soccer, basquetbol (varonil y femenil), béisbol y fútbol americano, además fue el conductor principal de Contacto Deportivo durante la Copa del Mundo 2006 en Alemania, y en la Copa del Mundo 2010 en Sudáfrica.
En febrero de año 2011 dio cobertura al Super Tazón XLV para la cadena Univisión y Contacto Deportivo.
En el mismo 2011 fue el conductor principal de Contacto Deportivo durante la Copa América 2011, llevada a cabo en Argentina.
También fue presentador de diferentes programas de la cadena: tales como Despierta América, Escándalo TV y República Deportiva. En Contacto Deportivo Celis mostró sus habilidades como reportero, y al tomar parte de la acción en un segmento llamado Contacto Extremo.

### Time Warner Cable Deportes
En agosto de 2012 Ricardo Celis se unió a Time Warner Cable Deportes como comentarista deportivo y anfitrión del Show de los Lakers, y de todos los programas en español de los Lakers y del LA Galaxy en Time Warner Cable Deportes. TWC había comprado los derechos de los Lakers por $3 billones por 20 años para transmitir 50 partidos de Lakers en inglés y español.

### iJudge KO
En el 2020 Ricardo Celis, creó iJudge KO una aplicación innovadora diseñada para modernizar y mejorar la experiencia de los jueces en el mundo del boxeo. Se posiciona como una herramienta tecnológica para hacer el proceso de evaluación y puntuación de combates más interactivo, transparente y accesible.
La cual ofrecía un sistema intuitivo para asignar puntos a los peleadores (10-9, 10-8, etc.), siguiendo las reglas del boxeo profesional. El sistema consiste de un iPad para cada uno de los jueces conectado directamente con la comisión de boxeo, donde cada juez mandaba su score al término de cada asalto.
iJudge KO, generaba gráficas y estadísticas en tiempo real que muestran cómo los jueces están calificando la pelea, información que se transmite directamente a las diferentes comisiones de boxeo y opcionalmente a la Televisora que transmite el evento. 
Celis, presentó este nuevo sistema a los diferentes Organismos del boxeo y ninguno quiso implementarla, por miedo a perder el control sobre las tarjetas de los jueces, que es el sistema más anticuado que sigue siendo utilizado en cualquier deporte a nivel mundial.  
En el 2023 un Juez de Inteligencia Artificial fue utilizado para la pelea entre Tyson Fury vs Oleksandr Usyk tabulando la pelea 118 - 112 en favor a Usyk.

## Entravision Network
En septiembre de 2015 Ricardo Celis fue contratado como la voz en español para los partidos de la NFL, transmitiendo todos los partidos del Domingo por la noche y del lunes por la noche, así mismo como todos los playoffs y Super Bowls para la cadena . 

## DAZN Boxing
En abril de 2018 Ricardo Celis fue contratado como la voz principal para DAZN Boxing en espanol para todas sus transmisiones de boxeo .

## ProBox TV
En marzo de 2023 Ricardo Celis fue contratado como el comentarista principal y Director de Noticias en ProBox TV 

## Veto del Canelo Álvarez
En el 2024 El boxeador mexicano Saúl "Canelo" Álvarez  vetó al periodista Ricardo Celis de narrar sus peleas tras sentirse incómodo con las preguntas que este le realizó en diversas entrevistas. Celis cuestionó públicamente la selección de algunos de los oponentes de Canelo, lo que llevó al campeón a tomar la decisión de prohibirle la cobertura de sus combates. Este veto ha generado debates sobre la libertad de prensa y la relación entre los deportistas y los medios de comunicación.

## Cronología de empleos
- 1984-1986: reportero/fotógrafo, El Sol de Tampico en Tampico, Tamaulipas, México
- 1989-1989: director de noticias, KEDA-1540AM Radio Jalapeño San Antonio (Texas)
- 1990-1992: comentarista deportivo, KVEA-TV Channel 52 en Los Ángeles
- 1992-1994: comentarista deportivo y conductor televisivo, KWEX-Channel 41 San Antonio (Texas)
- 1994-1998: conductor de noticias y comentarista deportivo paraTelemundo Network
- 2006-2018: narrador de boxeo, HBO Latinoamérica
- 1999-2011: comentarista y narrador de boxeo para Univision Network – Telefutura Network
- 2012-: comentarista y presentador del Lakers Show, Time Warner Cable Deportes
- 2015 - Comentarista y narrador NFL Network, Entravision Network.
- 2018 - Comentarista principal de boxeo, DAZN Boxing
- 2023 - Presentador y Director de Noticias en ProBox TV

## Premios y reconocimientos
Celis ha ganado en 2 ocasiones el Premio Emmy Awards. El primero en 1992 como conductor de KVEA-TV, Canal 52 de Los Ángeles, y el segundo en 2012 por la cobertura de Eventos Especiales en Vivo como anfitrión del Show de los Lakers.
Fue nombrado el Comentarista Deportivo del Año en 2010 por Miami Life Awards, y en el 2003 recibió el premio a la Excelencia en Televisión, otorgado por la Organización Mundial de Boxeo.

## Frases distintivas
- "Cachetadas guajoloteras!!": un golpe mal conectado, tipo bofetada (boxeo).
- "Le sacudió las neuronas": un golpe contundente en la cabeza del oponente (boxeo).
- "Le retumbó las amalgamas": cuando se conecta con fuerza en la quijada o la boca del adversario (boxeo).
- "Ahora sí: ¡póngase el cinturón de seguridad y acomódese el protector bucal!": momento de alistarse, pues viene la pelea estelar de la función (boxeo).